# アンタル・ドラティ
アンタル・ドラティ（Antal Doráti, ハンガリー語表記：Doráti Antal [ˈdoraːti ˈɒntɒl], 1906年4月9日 - 1988年11月13日）は、ハンガリー出身の指揮者・作曲家。アメリカや北欧での活躍が長く、またイギリス女王エリザベス2世からナイトに叙任されている。

## 人物・来歴
1906年4月9日、ブダペストに生まれる。父アレクサンダー（シャーンドル）・ドイチュはブダペスト・フィルハーモニー管弦楽団のヴァイオリニスト、母マルギト・クンヴァルトはピアノの教師だった。出生名はアントーン・ドイチュだが、反ユダヤ主義の圧迫下で名をアンタル、のちに姓もドラーティと改名した。
ウィーン大学で学ぶとともに、フランツ・リスト音楽院でコダーイとヴェイネル・レオーに作曲を、バルトークにピアノを学んだ。1924年には18歳でデビューを果たし、ブダペスト国立歌劇場で活動した。1928年には、ドレスデン国立歌劇場でフリッツ・ブッシュのアシスタントとなり、1929年にはミュンスター市立歌劇場の音楽監督となった。その後ドイツ各地に客演したが、ナチスに追われてイギリスへと渡り、1935年にはモンテカルロ・ロシア・バレエ団の指揮者となった。この時期には、ヨハン・シュトラウスの音楽に基づいたバレエ『卒業記念舞踏会』を作成したり、ナチスの台頭により活躍の場を制限されていた指揮者ゲオルグ・ショルティに指揮の機会を与えたりしている。モンテカルロ・ロシア・バレエ団との関係は1945年まで続いた。
ドラティのアメリカでのオーケストラ指揮者としてのデビューは1937年、ワシントン・ナショナル交響楽団との共演であった。1940年にはアメリカ合衆国に移住し、1947年に帰化した。
1945年から1948年にはダラス交響楽団の常任指揮者を務めた。ダラス時代には、1948年にチェリストのヤーノシュ・シュタルケルを首席奏者に招いているが、翌年にはメトロポリタン歌劇場へと転出した。
1949年にミネアポリス交響楽団（現ミネソタ管弦楽団）を指揮して、バルトークのヴィオラ協奏曲（ティボール・シェルイによる補筆完成版）の世界初演を行なった。
さらに、1949年から1960年にはミネアポリス交響楽団、1963年から1966年にはBBC交響楽団、1966年から1973年にはストックホルム・フィルハーモニー管弦楽団、1970年から1977年にはワシントン・ナショナル交響楽団、1975年から1979年にはロイヤル・フィルハーモニー管弦楽団、1977年から1981年にはデトロイト交響楽団でポストを得た。
さらに、ハンガリー動乱後の亡命者を中心に西ドイツで結成されたフィルハーモニア・フンガリカの音楽監督を長く務め、デッカ・レコードにハイドンの交響曲全集、コダーイの管弦楽曲集などを録音している。1975年に自叙伝（Notes of Seven Decades）を上梓した。1983年にイギリス女王エリザベス2世よりナイトの称号を授与される。1988年に、癌のためスイスのゲルツェンゼーの自宅にて他界。82歳没。

### 日本との関わり
1963年にピエール・モントゥー、ゲオルク・ショルティと共にロンドン交響楽団の3人の指揮者の一人として初来日。1982年には読売日本交響楽団に客演した。

### 家族・親族
妻はピアニストとして著名なイルゼ・フォン・アルペンハイムである。

## レコーディング
モノラル時代からデジタル時代にかけて、約600点の録音を残した。とりわけバルトークやコダーイの作品のほか、ストラヴィンスキーの三大バレエは評価が高い。フィルハーモニア・フンガリカを指揮して史上初となるハイドンの交響曲全曲録音を行なった。ハイドンの2つのオラトリオの録音は、名ソリストの参加と優秀録音により評価が高い。ケクランの初期の擁護者で、BBC交響楽団とケクランの交響詩《ル・バンダール＝ログ》を録音している。
1950年代以降、マーキュリー・レコードに多くの録音を残し、代表的な録音としては序曲『1812年』をはじめとする高音質録音を数多く残した。

## 作曲家として
作曲家として《交響曲第2番》に代表される数多くの作品を残したほか、ヨハン・シュトラウス2世の作品を新たに編集したバレエ音楽や、オッフェンバックの《美しきエレーヌ》や《青ひげ》を改編した序曲、ムソルグスキーの《ソロチンスクの市》などの編曲がある。ハインツ・ホリガーのために書かれた「無伴奏オーボエのための5つの小品」の他、「オーボエとピアノのためのデュオ・コンチェルタンテ」など、コンクールの定番となっている独奏曲・室内楽曲も手掛けている。

## 手腕
ドラティはオーケストラ・ビルダーとしての才覚を見込まれ、いくつかの危機に瀕したオーケストラをその手腕や人徳によって救済し、失われかけた名声を取り戻すのに力を尽くした。ドラティの自作を上演し、あるいは録音したオーケストラもある。一方で、じっとしていると失神してしまうので常に動き回りながら指揮をしたという奇妙な一面もある。
1. ダラス交響楽団（1945年 - 1948年）【実質的にゼロから創り上げた】
2. ミネアポリス交響楽団（1949年 - 1960年）
3. フィルハーモニア・フンガリカ（1957年 - 2001年）【創設当初から指導にあたり、世界初のハイドン交響曲全集やコダーイ管弦楽曲全集などを録音することによってこのオーケストラの名前を轟かせた】
4. BBC交響楽団（1963 - 1966年）【告別演奏会で《5楽章の交響曲》と《マドリガル組曲》を上演】
5. ストックホルム・フィルハーモニー管弦楽団（1966年 - 1970年）【BISレーベルに《交響曲第1番》と《交響曲第2番「平和の訴え」》を録音。演奏旅行を行なう】
6. ワシントン・ナショナル交響楽団（1970年 - 1977年）【破産の危機や団員のストライキから救出】
7. ロイヤル・フィルハーモニー管弦楽団（1975年 - 1979年）
8. デトロイト交響楽団（1977年 - 1981年）【世界的水準を取り戻させた】